# Nguyễn Như Đổ
Nguyễn Như Đổ (chữ Hán: 阮如堵; 1424 - 1526), biểu tự Mạnh An (孟安), hiệu Khiêm Trai (謙齋), là nhà chính trị, nhà ngoại giao, nhà thơ, nhà giáo dục thời Lê sơ trong lịch sử Việt Nam.

## Cuộc đời
Ông vốn người gốc làng Đại Lan, huyện Thanh Đàm, nay là thôn Đại Lan thuộc xã Duyên Hà huyện Thanh Trì, Hà Nội, sau đó di sang làng Tử Dương (làng Tía), huyện Thượng Phúc, nay thuộc xã Tô Hiệu huyện Thường Tín, Hà Nội, Việt Nam.
Nguyễn Như Đổ đỗ Hội nguyên khoa Nhâm Tuất (1442) đời Lê Thái Tông, sau đó ông đỗ Đệ nhất giáp Tiến sĩ, tên xếp thứ hai, tức là mở đầu Bảng nhãn thời Hậu Lê. Mùa đông năm 1443 đời Lê Nhân Tông, ông giữ trọng trách soạn chế cáo trong Hàn Lâm viện. Sau đó ông vâng mệnh Nguyễn thái hậu làm phó sứ, đi sứ nhà Minh để tạ phúng Lê Thái Tông mất. Khi trở về, ông được phong làm An phủ sứ lộ Quy Hóa.
Năm 1449, ông được thăng làm Trực học sĩ. Năm 1450, ông lại làm phó sứ sang nhà Minh lần thứ hai.
Tháng 10 năm 1459, anh của Lê Nhân Tông là Lạng Sơn vương Lê Nghi Dân giết vua cướp ngôi. Lê Nghi Dân đặt niên hiệu là Thiên Hưng, trong tháng đó sai Nguyễn Như Đổ, Lê Cảnh Huy đi triều cống nhà Minh và xin bỏ việc mò ngọc trai.
Trong khi ông sang nhà Minh thì các đại thần Nguyễn Xí, Đinh Liệt, Lê Lăng, Lê Niệm, Nguyễn Đức Trung... cùng nhau làm binh biến giết chết vua Thiên Hưng, lập hoàng tử Tư Thành lên ngôi, tức là Lê Thánh Tông.
Sang năm 1460, Nguyễn Như Đổ trở về, vẫn được Lê Thánh Tông trọng dụng. Tháng 12 năm đó, ông được phong làm Lại bộ Thượng thư, lại thêm chức Tả ty sảnh Môn hạ, Tả gián nghị đại phu, coi sổ sách quân dân ở Bắc đạo, kiêm Thừa chỉ học sĩ Viện Hàn lâm. Sau đó ông lại kiêm cả Thượng thư Bộ Lễ, Đại học sĩ của Cẩn Đức điện, Tân khách của Thái tử Lê Tranh. Ông kiêm cả chức Đề hiệu quan chấm trường thi trong 2 kỳ thi điện năm Bính Tuất (1466) và Kỷ Sửu (1469).
Năm 1470, ông lãnh trách nhiệm cùng đi đánh Chiêm Thành. Trước khi toàn quân lên đường, ông được lệnh tế đền thờ Đinh Tiên Hoàng để cầu thắng trận. Trên đường đi, ông bị vua khiển trách phải trở về. Sau khi Thánh Tông thắng Chiêm trở về kinh, lại trọng dụng ông, cho làm Thượng thư Bộ Lại, thêm chức Thiếu bảo, kiêm Tế tửu Quốc Tử Giám. Hơn 10 năm sau, vì tuổi cao sức yếu, ông xin nghỉ hưu.
Năm 1526 đời Lê Cung Hoàng, ông mất, thọ 103 tuổi. Ngày nay ở quận Đống Đa, Hà Nội có phố mang tên Nguyễn Như Đổ.

## Tác phẩm
Thơ văn của Nguyễn Như Đổ được lưu truyền sang đời sau, nhưng đến nay chỉ còn lại 6 bài thơ chép trong Toàn Việt thi lục của Lê Quý Đôn. Bài thơ nổi tiếng nhất là Thành Nam viên cư (城南園居; Vườn ở phía nam thành):
| Chữ Hán ... 城南卜築幾經春， 藥圃蔬畦取次新。 小徑不嫌通紫陌， 短籬卻喜隔紅塵。 池塘雨過蛙聲鬧， 庭院隂濃鳥語頻。 花竹可供幽淡興， 朝回日日樂忘貧 | Phiên âm ... Nam thành bốc trúc kỷ kinh xuân, Dược phố, sơ huề thử thứ tân. Tiểu kính bất hiềm thông tử mạch, Đoản ly khước hỷ cách hồng trần. Trí đường vũ quá oa thanh náo, Đình viện âm nung, điểu ngữ tần. Hoa trúc khả cung u đạm hứng, Triều hồi nhật nhật lạc vong bần. | Dịch thơ ... Nhà dựng nam thành trải mấy xuân, Đám rau vườn thuốc mở mang dần. Chẳng e lối hẻm liền đường tía, Lại được rào thưa cách bụi trần. Mưa tạnh ếch kêu hồ rộn tiếng, Cây râm chim hót bóng đầy sân. Trúc hoa sẵn đủ mùi thanh đạm, Mỗi buổi chầu tan hưởng thú bần. |

Ngoài ra còn có bài Thư trai xuân mộ (書齋春暮; Tiết cuối xuân trong phòng khách):
| Chữ Hán ... 城南春色暮， 茅屋掩柴扃。 砌畔苔痕綠， 庭前草色青。 鳥啼花自落， 客至夢初晴。 盡日閒無事， 妍硃點易經。 | Phiên âm ... Thành Nam xuân sắc mộ, Mao ốc yểm sài quỳnh. Xế bạn đài ngân lục, Đình tiền thảo sắc thanh. Điểu đề hoa tự lạc, Khách chí mộng sơ tinh. Tận nhật nhàn vô sự, Nghiên châu điểm Dịch Kinh. | Dịch thơ ... Phía nam thành, xuân muộn Cửa ván khép lều tranh Thềm phủ dấu rêu biếc Sân um màu cỏ xanh Chim kêu hoa tự rụng Khách đến mộng không thành Suốt cả ngày nhàn nhã Mài son chấm Dịch Kinh |

## Nhận định
Nguyễn Như Đổ là một trong 2 vị đại khoa trẻ nhất trong các vị khoa bảng của Thăng Long. Ông có tài kiêm chính trị, ngoại giao và giáo dục, là tài năng hiếm có. Phan Huy Chú viết về ông:
Ông lúc trẻ thi đỗ khôi nguyên, khi lớn làm quan to, lên được cõi thọ trăm tuổi, trải qua 8 triều [vua], cũng là sự ít có trong hoạn đồ.